# Sicchez (distrito)
Sicchez é um distrito do Peru, departamento de Piura, localizada na província de Ayabaca.

## Transporte
O distrito de Sicchez não é servido pelo sistema de estradas terrestres do Peru.